# Calamus delicatulus
Calamus delicatulus är en enhjärtbladig växtart som beskrevs av George Henry Kendrick Thwaites. Calamus delicatulus ingår i släktet Calamus och familjen Arecaceae. Inga underarter finns listade i Catalogue of Life.